# Mojsije Petrović
Mojsije Petrović (1677, Belgrado - 27 de julio de 1730, Belgrado) fue el primer metropolitano del Metropolitanato de Karlovci-Belgrado y, como tal, ejerció una gran influencia entre los fieles ortodoxos serbios y rumanos de la Monarquía de los Habsburgo. Su estrecha amistad con el príncipe Eugenio de Saboya y el conde Claude Florimond de Mercy contribuyó sustancialmente a las victorias de Carlos VI en la batalla de Petrovaradin en agosto de 1716 y la conquista del Banato de Temesvár sobre los turcos otomanos.
La primera oportunidad de elegir un prelado para la función surgió en 1722 después de la muerte del metropolitano de Karlovci, Vikentije Popović. Después de su funeral, el alto clero se reunió en el monasterio de Krušedol y escribió una demanda oficial al emperador para convocar una asamblea con el fin de elegir un nuevo metropolitano de Karlovci. La petición fue aceptada y la Asamblea finalmente se reunió en Karlovci el 18 de febrero de 1722. A pesar de todos los esfuerzos imperiales para evitar la elección de Mojsije Petrović para el cargo, los miembros de la Asamblea obtuvieron por unanimidad una importante victoria diplomática. Lo que todavía faltaba era el pleno reconocimiento imperial de que Carlos VI concedió al prelado recién elegido con motivo de su instalación ceremonial en Karlovci.
Después de la elección del metropolitano Mojsije Petrović en 1713, la administración fue transferida en su totalidad de Krušedol a Karlovci. Este establecimiento de la capital oficial recibió el sello de aprobación imperial en la carta de Carlos VI emitida en octubre de 1713. Habiendo recibido esta doble aprobación imperial y eclesiástica, el metropolitano Mojsije dio a Karlovci en los años siguientes dos hitos que lo denotarían como un indiscutible sede del poder. Mojsije construyó la primera residencia arzobispal y elevó la actual Iglesia de San Nicolás al rango de Catedral. Con estos esfuerzos iniciales, el surgimiento de Karlovci comenzó como la capital política, comercial y cada vez más, como la capital cultural de los serbios ortodoxos en la monarquía de Habsburgo.